# Prothrapur
Prothrapur es una ciudad censal  situada en el distrito de Andamán Sur,  en el estado de Islas Andamán y Nicobar (India). Su población es de 10308 habitantes (2011). 

## Demografía
Según el censo de 2011 la población de Prothrapur era de 10308 habitantes, de los cuales 5673 eran hombres y 4635 eran mujeres. Prothrapur tiene una tasa media de alfabetización del 88,84%, superior a la media estatal del 86,63%: la alfabetización masculina es del 93,57%, y la alfabetización femenina del 86,26%.